# 多布島
多布島（Dobu Island）是巴布亞新畿內亞米爾恩灣省的島嶼，位於弗格森島以南的太平洋海域，屬於當特爾卡斯托群島，每年平均降雨量約2,540毫米。
多布島的居民是雷奧‧福群（Reo Fortune）的人類學研究的主題。他所描繪的多布人具有偏執狂、迷戀黑魔法、偏向色情暴力等形象。
露絲·潘乃德（Ruth Benedict）在她的著作《文化模式》中再次提到福群的研究。然而之後許多人類學家對此表示懷疑。
福群的分析受到蘇珊·屈林（Susanne Kuehling）於2005年提出，標題為《Dobu: Ethics of Exchange on a Massim Island, Papua New Guinea》的論文的挑戰。特別是在道德與個人行為的交集上。

## 外部連結
- George Brown, Melanesians and Polynesians, their life-histories described and compared, Published 1910 by Macmillan and co. Ltd., London - Open Library（页面存档备份，存于）